# Ziusudra
Ziusudra (de asemenea Zi-ud-sura și Zin-Sudduîn, în akkadiană Atra-Hasis  - "extrem de înțelept", în asiriană - Utnapishtim - "el a găsit viață", elenizat ca Xisuthros) este eroul sumerian din povestea potopului, similar relatării biblice despre Noe. De asemenea este al nouălea rege legendar și ultimul din perioada pre-dinastică de dinainte de Marele Potop. Ultimii doi regi legendari au domnit la Șuruppak, situat în partea de sud a Mesopotamiei antice. Conform listei de regi de la Nippur, Ziusudra a condus timp de 36.000 ani, fiind considerat a fi de origine divină. Conform acestei liste, până la potop în Sumer au condus alternativ 9 regi în cinci orașe-state de-a lungul incredibilei perioade de 277.200 ani. După potop, o nouă conducere a fost trimisă din cer (a doua oară),  Kiș devenind noul centru.